# Curt Lowens
Curt Lowens, geboren als Kurt Löwenstein, (Allenstein, 17 november 1925 – Beverly Hills, 8 mei 2017) was een Duits-Amerikaans acteur van Joodse afkomst. Tijdens de Tweede Wereldoorlog was hij actief in het verzet in Limburg en speelde een belangrijke rol bij de onderduik van Joodse kinderen.

## Levensloop
Lowens was de zoon van een advocaat. Zijn vaders carrière kwam in het slop na de machtsovername van de nazi's in 1933. De familie verhuisde naar Berlijn, waar een grote Joodse gemeenschap was. Zij waren aangesloten bij de Fasanenstrasse Synagoge, waar Löwenstein les ontving van rabbi Manfred Swarsensky. Lowens oudere broer Heinz emigreerde een paar maanden voor de uitbraak van de Tweede Wereldoorlog naar Groot-Brittannië. Lowens en zijn ouders wilden emigreren naar de Verenigde Staten. Zij zouden vertrekken via Nederland, maar op de dag dat hun schip de haven van Rotterdam zou verlaten vielen de Duitsers Nederland binnen. Lowens vader vond werk bij de Joodse Raad in Amsterdam, waardoor de familie voorlopig vrijgesteld was van deportatie. In juni 1943 kwam Lowens alsnog met zijn ouders terecht in Kamp Westerbork, maar zij werden dankzij de relaties van zijn vader weer vrijgelaten.
De gezinsleden besloten onder te duiken, los van elkaar. Lowens vond eerst onderdak in Venlo en Tienray voordat hij uiteindelijk een schuilplek vond bij de familie-Mooren in Megelsum. Hij ging door het leven onder de naam Ben Joosten. Vanaf de tweede helft van 1943 raakte Lowens betrokken bij het verzet. Dankzij zijn niet-Joodse uiterlijk kon hij zich makkelijk over straat begeven. Hij hielp Hanna van der Voort en Nico Dohmen bij de verzorging van Joodse onderduikers die in Tienray en de omliggende dorpen verstopt zaten. Het drietal was verantwoordelijk voor meer dan honderdtwintig onderduikers, met name kinderen. Daarnaast hielp Lowens Jan van Leest bij de bezorging van een illegale krant.
Lowens moeder Ellie had een nieraandoening en overleed daaraan op 3 januari 1944 in het ziekenhuis van Tegelen. Na de bevrijding van Venray op 17 oktober 1944 kwam Lowens als tolk in dienst van het Britse Achtste Leger en maakte zodoende de bevrijding van Duitsland mee. Hij verliet de militaire dienst in 1946.
Lowens vader was in 1946 hertrouwd met Gertrude Levy. In maart 1947 vertrok het drietal met het schip Veendam naar de Verenigde Staten waar zij hun achternaam veranderden in Lowens. In Amerika ging Lowens aan de slag als acteur. Vanwege zijn beheersing van de Duitse taal speelde hij vaak de rol van een nazi. Zo speelde Lowens een Duitse officier in de film Dagboek van Anne Frank. In een film over het leven van de Zweedse diplomaat Raoul Wallenberg speelde hij een assistent van Adolf Eichmann.
Er verschenen twee boeken van de hand van Lowens: in 1971 het boek Inside The Third Reich en in 2002 zijn oorlogsherinneringen onder de titel Destination: Questionmark.

## Persoonlijk
Lowens trouwde in 1968 met Celia Katherine Gorski Guilford. Het stel bleef kinderloos.

## Filmografie
Hieronder volgt een selectie van de films en series waarin Lowens speelde.
- 1960 Two Women
- 1961 Francis of Assisi als monnik
- 1961 Werewolf in a Girls' Dormitory als directeur Swift
- 1961 Barabbas (film) als discipel
- 1962 The Reluctant Saint
- 1962 Le quattro giornate di Napoli als Sakau
- 1962 Imperial Venus
- 1963 Il processo di Verona als Duits kapitein
- 1966 Combat! (Aflevering "Ask Me No Questions") als kapitein Haus
- 1966 Blue Light (Aflevering: "Invasion by the Stars") als kolonel Dietrich
- 1966 Torn Curtain als VOPO-officier bij een wegblokkade
- 1967 Hogan's Heroes (Aflevering: "Hogan and the Lady Doctor") als Gestapo-officier
- 1967 Tobruk als Duitse kolonel
- 1968 Counterpoint als kapitein Klingerman
- 1968 Garrison's Gorillals (serie) als majoor Sturm / kolonel Krueger / kolonel Broiler
- 1969 The Secret of Santa Vittoria als kolonel Scheer
- 1971 The Mephisto Waltz als bureauhoofd
- 1973 Trader Horn als Schmidt
- 1974 M*A*S*H (serie) als Luxemburgse legerofficier kolonel Blanche
- 1975 The Hindenburg als Elevator Man Felber
- 1976 The Swiss Conspiracy als Korsak
- 1977 The Other Side of Midnight als Henri Correger
- 1979 Missile X – Geheimauftrag Neutronenbombe als Russische wetenschapper
- 1979 Battlestar Galactica (serie) "Greetings from Earth" aflevering 19/20
- 1980 The Secret War of Jackie's Girls (film) als Dr. Kruger
- 1982 Firefox als Dr. Schuller
- 1982 The Entity als Dr. Wilkes
- 1983 To Be or Not To Be als luchthavenbeambte
- 1983-1987 The A-Team (serie) als Sovjet-diplomaat
- 1988 Private War als Paul Devries
- 1989 Night Children
- 1991 Paid To Kill als Spinoza
- 1992 A Midnight Clear als oude Duitse soldaat
- 1993 Mandroid als Drago
- 1993 Necronomicon als Mr. Hawkins (part 2)
- 1993 Invisible: The Chronicles of Benjamin Knight als Drago
- 1994 Babylon 5 (serie) als Varn
- 1995 Aurora: Operation Intercept als Dr. Zaborszin
- 1997 The Emissary: A Biblical Epic als Judas
- 1997 A River Made to Drown In als landheer
- 2005 The Cutter als kolonel Speerman
- 2006 Ray of Sunshine als graaf
- 2007 Hellsing Ultimate als Van Hellsing (Engelse versie, stem)
- 2008 Miracle at St. Anna als Dr. Everton Brooks
- 2009 Angels & Demons als kardinaal Ebner
- 2011 Supah Ninjas als Mechanov
- 2012 She Wants Me als grootvader Arnie

- Biblioteca Nacional de España: XX5013679
- Gemeinsame Normdatei: 1061993841
- International Standard Name Identifier: 0000 0001 0733 3738
- Library of Congress Control Number: no94018411
- Nationale Bibliotheek van Israël: 987007411443005171
- Virtual International Authority File: 159988113
- WorldCat: E39PBJmty4pg3vFbB3XT86YwYP